# Leucophenga costata
Leucophenga costata är en tvåvingeart som beskrevs av Toyohi Okada 1966. Leucophenga costata ingår i släktet Leucophenga och familjen daggflugor.
Artens utbredningsområde är Nepal. Inga underarter finns listade i Catalogue of Life.